# Weekendfar
Weekendfar er en børnefilm instrueret af Johan Stahl Winthereik efter manuskript af Johan Stahl Winthereik og Mikkel Bak Sørensen.

## Handling
Et komediedrama om den superintelligente dreng Sune der, mod sin vilje, tager med sin fandenivoldske weekendfar Torben på en overlevelsestur i de svenske skove. Far og søn ender med at komme helt væk fra hinanden på en tur, der ellers skulle have bragt dem sammen. Det hjælper ikke på situationen at Sune har taget sin bedste ven Hans med og da slet ikke at de oveni købet støder ind i Sveriges mest eftersøgte bankrøver Hasse Hallstrøm, der har gemt sig langt ude i skoven. For Sune, Torben og Hans bliver det både en kamp for at finde hinanden igen og for at overleve...